# Carretera Princes
La Carretera Princes (en inglés: Princes Highway) es una importante carretera de Australia que conecta a las ciudades de Sídney, Melbourne y Port Augusta, entre otras, en los estados de Nueva Gales del Sur, Victoria y Australia Meridional. Se encuentra a lo largo de la Carretera 1 en su totalidad y cubre una distancia de 1.941 km.
La carretera toma una ruta bastante indirecta y que bordea la costa, a diferencia de la Autopista Hume, por ejemplo, que acorta la distancia entre Melbourne y Sídney en relación con la Carretera Princes en casi 200 kilómetros. Debido a la naturaleza rural y de bajo tráfico de la ruta en gran parte de su trayecto, la Carretera Princes es más pintoresca y turística que las demás autopistas principales entre las ciudades del sureste australiano.

## Historia
La Carretera Princes es una ruta que fue concebida cuando caminos ya existentes fueron renombrados como ‘Carretera del Príncipe’ (en inglés, Prince's Highway) luego de la visita del Príncipe de Gales (quien después se convertiría en el Rey Eduardo VIII y, luego de su abdicación, en el Duque de Windsor) a Australia en 1920.
Los planes originales en enero de 1920 eran para que el Príncipe tenga la oportunidad durante su visita de realizar el viaje desde Melbourne hasta Sídney por tierra a lo largo de la ruta. Se consideraron varias rutas, incluyendo una por el interior pasando por Yass. Esta idea nunca se pudo ejecutar, debido en parte al poco tiempo disponible y el costo de construcción del camino con los estándares necesarios para que pueda realizar el viaje. Sin embargo, el príncipe sí dio su permiso para que la carretera sea nombrada en honor a él.
La carretera tuvo ceremonias de inauguración tanto en Nueva Gales del Sur como Victoria en 1920. La primera sección del camino que venía desde Melbourne fue inaugurada el 10 de agosto en Warragul. Desde Sídney, la carretera fue inaugurada el 19 de octubre en Bulli, por el ministro de Gobierno Local de NSW, Thumas Mutch.

La aprobación para extender la carretera hacia el oeste desde Melbourne hasta la frontera con Australia Meridional a través de Geelong, Camperdown, Warrnambool y Portland fue dada por el gobierno de Victoria en enero de 1922.  Los caminos fueron renombrados por el gobierno de Australia Meridional desde Adelaida hasta la frontera en febrero de 1922.
En agosto de 2011, la sección de la carretera en Australia Meridional entre Port Wakefield y Port Augusta (comúnmente llamada "Carretera 1") fue renombrada como Carretera Augusta como parte de un proceso para estandarizar el sistema de direcciones rurales en todo el estado.

## La ruta

### Nueva Gales del Sur

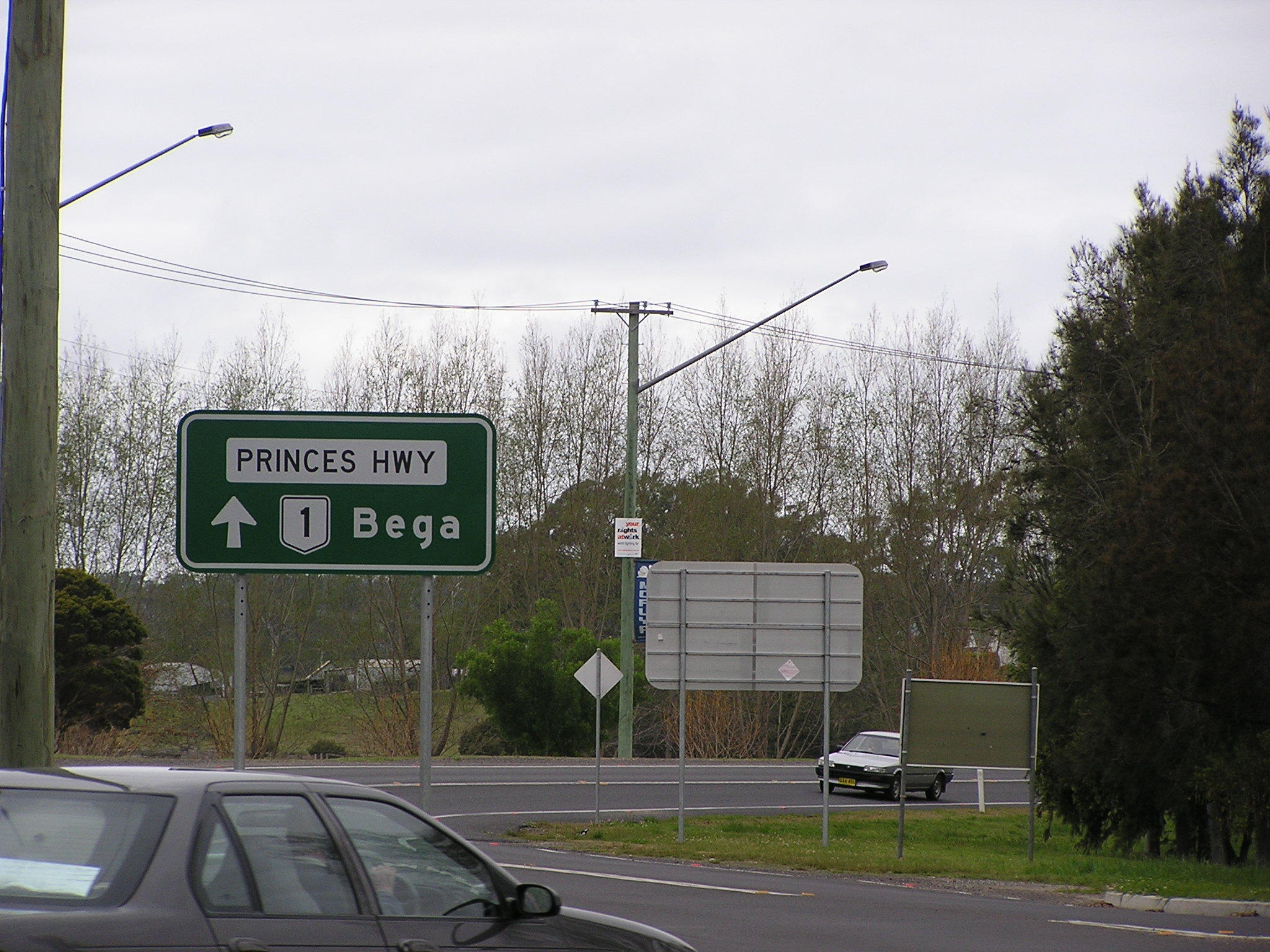
La Carretera Princes en Moruya, Nueva Gale del Sur.

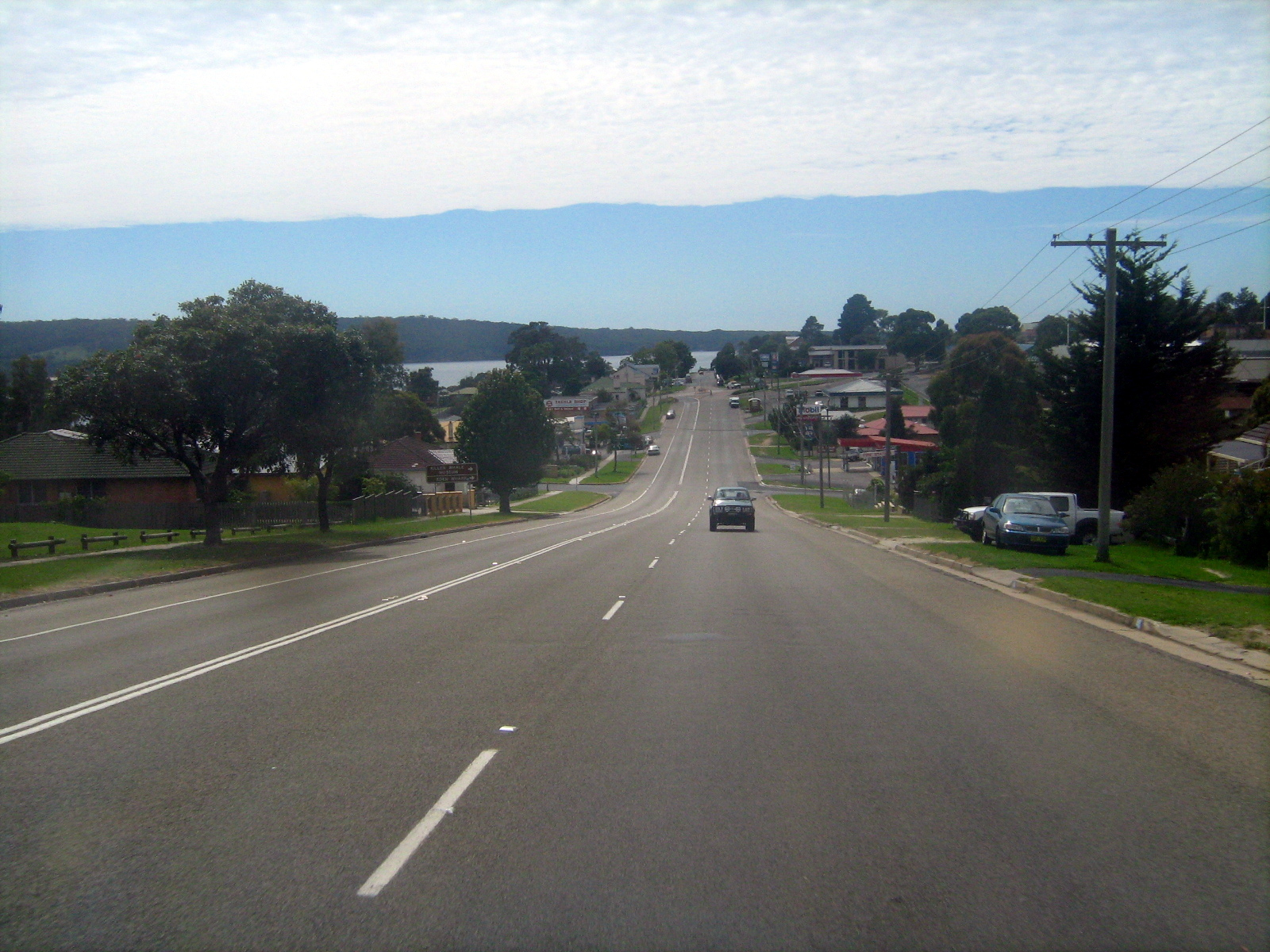
Carretera Princes en Eden, NSW.

La Carretera Princes comienza en el cruce entre Broadway y City Road en Chippendale, un suburbio de Sídney. City Road forma la primera sección de la carretera, y se convierte en King Street en Newton, también parte de la Carretera Princes. Cuando King Street termina en Sydney Park Road, la Carretera Princes continúa bajo este nombre en forma independiente.
En esta sección, la carretera está construida como una autopista de seis carriles con divisiones, con la excepción de King Street en donde tiene cuatro carriles y a lo largo del extremo oeste del Royal National Park, en donde es una autopista de cuatro carriles dobles. La única estructura de ingeniería importante a lo largo de la ruta es el Puente Tom Uglys sobre el río Georges. Se trata de un puente doble, el que va en dirección al norte es de acero y fue inaugurado en 1929, mientras que el que va en dirección al sur es de concreto y fue inaugurado en 1987.
Cruza los suburbios del sur de Sídney (la región de St George y la shire de Sutherland), pasando por Kogarah, Sutherland y Engadine hasta el pueblo de Waterfall.
Después de Waterfall, la carretera va en paralelo a la Princes Motorway (ruta nacional M1) hasta el final del Paso de Bulli en las afueras de la ciudad de Wollongong, el cual recibe la mayor cantidad de tráfico. La Carretera Princes luego entra a los suburbios al norte de Wollongong y la región de Illawarra a través del Paso de Bulli sobre Mount Ousley Road, el cual está designado como parte de la ruta nacional 1, toma un desvío en los suburbios del norte de Wollongong para conectarse con la Carretera Princes en Fairy Meadow, y lleva consigo el tráfico entre ciudades. Cuando Mount Ousley entra a Wollongong, Princes Motorway se separa de Mount Ousley Road, y continúa paralela a la carreta a través de los suburbios de Wollongong hasta Yallah. La ruta de Mount Ousley Road-Princes Motorway sirve como la arteria urbana principal a través de los suburbios del sur de Wollongong, mientras que la Carretera Princes actúa como la arteria local.
Desde el extremo sur de Princes Motorway en Yallah, la Carretera Princes es de calzada doble, hasta Kiama Heights (con la excepción de 3 km de la Autpoista Illawarra hasta Tongarra Road en Albion Park Rail, la cual es de cuatro carriles sin división). Más allá de Kiama Heights, 120 km al sur de Sídney, la carretera es de dos calzadas sencillas hasta Cambewarra Road Bomaderry. Actualmente se está diseñando y preparando para la duplicación de la autopista desde Kiama Heights hasta Cambewarra Road. Esto tiene la intención de incluir una circunvalación de Berry, pero utilizará una ruta extremadamente accidentada desde el extremo sur de la circunvalación de Gerringong a Berry, en lugar del terreno plano justo al este por donde pasa el ferrocarril de Illawara.
Desde Cambewarra Road la carretera es de cuatro carriles con división pasando por Bomaderry y Nowra hasta cerca del cruce con Warra Warra Road en South Nowra. Actualmente se está construyendo una duplicación a doble calzada de 6 km de longitud desde sur de allí hasta Forest Road y se espera esté terminado a principios de 2014, luego de que las obras se suspendieran por tres meses para asegurar la protección de ciertas especies de ranas en peligro de extinción en la zona. Luego de esta sección hay una calzada de cuatro arriles desde Forest Road hasta el cruce con Jervis Bay Road.
Desde Jeveris Bay Road hacia el sur la carretera es más que todo una carretera simple de dos calzadas a lo largo de la costa sur del estado, pasando por Ulladulla, Batemans Bay (en donde el desvío de 1 km en el centro del pueblo está construido como una carretera doble), Moruya, Narooma y Bega, luego desviándose de Merimbula y pasando por Eden, antes de cruzar la frontera a Victoria, a 550 km de Sídney y 515 de Melbourne.
Actualmente se está trabajando para desviar una sección de la carretera con una alineación sub-estándar en Victoria Creek a 13 kilómetros al sur de Narooma, y en mayo de 2012 se comenzó a construir un desvío a 3.5 km de Bega. También se han propuesto realineaciones con los puentes asociados en Termeil Creek (30 km al sur de Ulladulla) y Dignams Creek (20 km al sur de Narooma). Otros proyectos futuros existentes son el desvío de Nowra-Bomaderry y otro desvío en Ulladulla-Milton.
La Carretera Princes es considerada como una ruta peligrosa por la NRMA de Nueva Gales del Sur,  con 10 muertes y 729 heridos en esta carretera entre Sídney y la frontera estatal en 2006.

### Victoria

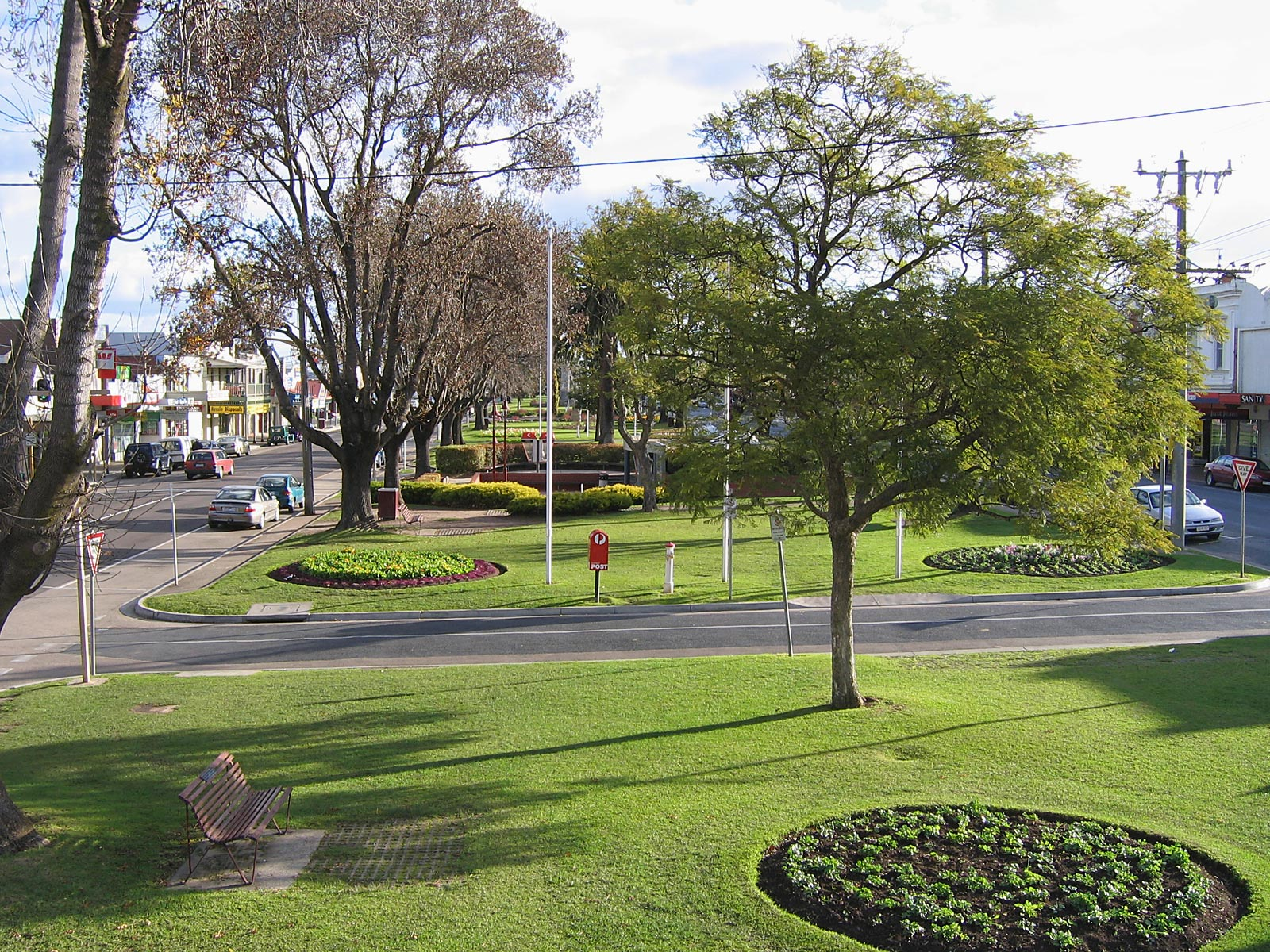
La Carretera Princes ha sido adornada en algunos pueblos, como es el caso de Bairnsdale en Victoria, en donde la línea de división central ha sido convertida en un jardín.

En Victoria, la extensión de la carretera desde la frontera con Australia Meridional con la Frontera de Nueva Gales del Sur es de 955 km; la carretera pasa (de este a oeste, desde la frontera con Nueva Gale del Sur) a través de Orbost, Bairnsdale y Sale en la región de Gippsland. Luego pasa por el Valle de Latrobe, y desde allí la carretera sigue hacia el oeste, pasando por un costado de Morwell, Warragul y Pakenham hasta Dandenong y hacia el interior de los suburbios sureste de Melbourne. La mayoría de esta sección es una autopista estándar, con el único trabajo actualmente en proceso siendo el del desvío de la autopista en Traralgon, pese a que la sección de la carretera que pasa por allí ya es una carretera urbana de doble calzada.
Cuando el camino cruza Melbourne, primero sigue la ruta de la Lonsdale street (por Dadenong), luego Dandenong Road hasta St Kilda y Queens Road a través del Parque Albert (esta sección de la carretera es mostrada como parte de la carretera F14 en el Plan de Transporte de Melbourne de 1969). Más cerca del centro de Melbourne, sigue la ruta de Kings Way y luego King Street por el centro de Melbourne. Luego sigue Curzon street después de dejar atrás el centro y entrar en North Melbourne, y luego sigue Flemington Road hacia el noroeste desde Curzon Street, luego Racecourse Road, Smithfield Road y Ballarat Road, en ese orde, antes de volver a convertirse en Geelong Road en donde Geelong Road se desvía hacia el suroeste de Ballarat Road, y Ballarat Road sigue hasta la Autopista Occidental. La razón de los nombres confusos en esta sección de la carretera es que la Carretera Princes sigue la ruta de calles y carreteras que ya tenían nombres antes de que la carretera recibiera su nombre en 1920 y que no fueron renombrados.
Camino a Geelong en dirección al suroeste, la Carretera West Gate y Geelong Road se unen en un cruce para juntos convertirse en la Autopista Princes, la cual carga con suficiente tráfico como para ameritar el uso de tres carriles en cada dirección -algo inusual en una carretera australiana entre ciudades. En las afueras del norte de Geelong, la carretera se reduce de tres carriles a dos cuando cruza por Geelong y sus suburbios, y el tráfico es controlado en las intersecciones con semáforos. En Geelong, la carretera es a menudo muy congestionada.
Luego de la finalización de la primera y segunda etapa en diciembre de 2008, y la tercera etapa en junio de 2009 de la carretera Geelong Ring Road (Anillo de Geelong), la Ruta Nacional 1 ahora sigue una autopista estándar desde Geelong hasta Traralgon, sin pasar por ningún semáfaro (con la excepción de Yarragon y Trafalgar, los cuales aún no han sido circunvalados). El anillo se vuelve a unir a la carretera en Waurn Ponds, en el extremo occidental de Geelong.
Dentro de Geelong, la Carretera Princes comienza en el cruce de la Autopista Princes en el suburbio norte de Geelong de Corio, y continúa a lo largo de los suburbios norte y sur de Geelong a través de la circunvalación alrededor del centro de Geelong, hasta el segmento de la Carretera Princes en la Carretera 1 en Waurn Ponds en los suburbios del sur de Geelong. Entre Corio y Latrobe Terrace la carretera tiene seis carriles a ambos lados, y continúa con cuatro hasta Waurn Ponds.
Luego de Geelong, la carretera sigue una dirección hacia el oeste y es más que todo un camino simple de dos carriles. En mayo de 2008 el gobierno federal y el de Victoria se comprometieron a gastar 110 millones de dólares para duplicar la Carretera Princes desde el cruce con el Anillo de Geelong hasta Winchelsea.
Al oeste de Winchelsea, la carretera pasa por Colac, antes de llegar a Warrnambool. La sección desde Geelong hasta Warrnambool cruza por el interior, y así evita el Great Ocean Road, que aunque es más pintoresco, es más lento. Desde Warrnambool, la carretera pasa por Portland antes de cruzar la frontera con Australia Meridional. En este punto, la carretera está a 1530 km de Sídney, 465 km de Melbourne y 510 km de Adelaida.

### Australia Meridional
En Mount Gambier la carretera toma un rumbo más hacia el norte a medida que la costa agarra una curva hacia el noroeste, pasando por el parque nacional Coorong. Luego de Robe, tuerce hacia el interior (norte) para evitar los lagos en la desembocadura del río Murray. Poco antes de Tailem Bend se le une la Autopista Dukes, parte de la ruta principal entre Melbourne y Adelaida. La carretera entonces toma un giro hacia el noroeste y se convierte en la Autopista South Eastern, cruza el río Murray, toma un desvío en Murray Bridge y continúa hasta Crafers en donde se convierte en la Autopista Crafers hasta Glen Osmond, en las afueras del sureste de Adelaida.
En ese punto la Carretera Princes se encuentra a 6 km de Adelaida y 2055 km de Sídney. Continúa hacia el noroeste a través del Glen Osmond Road hasta el centro de Adelaida, en donde sigue hacia el oeste a lo largo de South Terrace y luego gira hacia el norte a lo largo de King William Street a través del centro y luego sigue Main North Road hasta Port Wakefield Road en donde se vuelve a unir a la costa. Desde Port Wakefield continúa como Autopista Augusta, y sigue a lo largo de la costa, bordeando Port Pirie hasta llegar a Port Augusta, en donde termina en la intersección de la carretera Eyre y la Carretera Stuart.